# Goritos

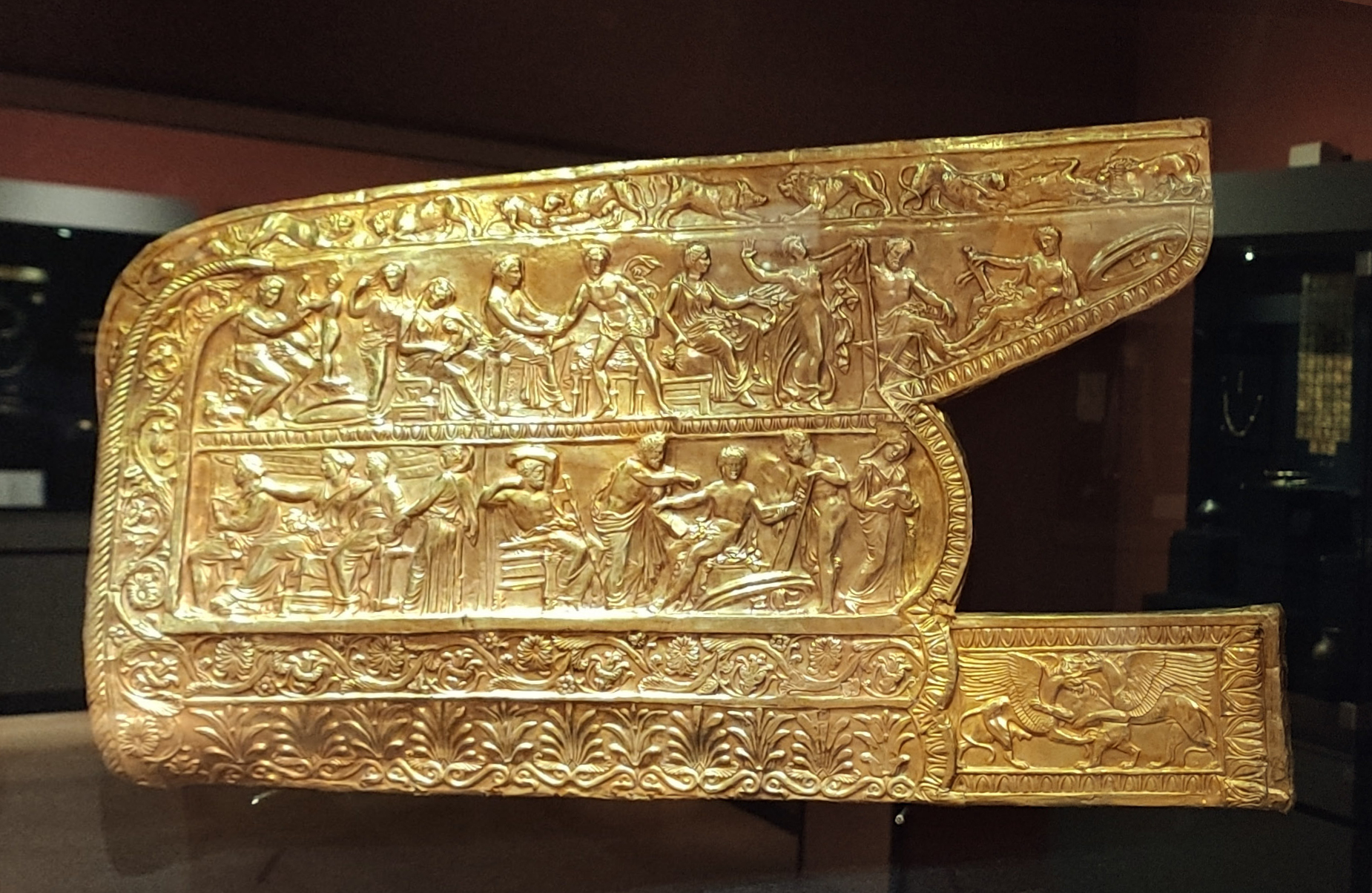
Goritos

Goritos (en llatí: gorytus, en grec antic: γωρυτός) era el nom del carcaix o buirac que usaven els escites per guardar les fletxes i també l'arc compost que utilitzaven.
En general, el goritos, que es col·locava sempre a la banda esquerra del guerrer, permetria emmagatzemar dins del carcaix l'arc, ja encordat, i les fletxes. Era l'arma principal de l'exèrcit escita, i era petit, comparant-lo amb la resta dels arcs de l'època. Per alguns goritos trobats, es dedueix que podien portar, a més de l'arc, fins a cinquanta fletxes, moltes més que altres carcaixos de l'època que portaven els altres pobles.
Molts goritos portaven decoracions elaborades. Se n'han trobat alguns en tombes del regne de Macedònia, com a l'anomenada «Tomba de Filip», a Vergina de la segona meitat del segle iv aC. També era utilitzat pels perses. Els indo-grecs van adoptar l'arc compost i el goritos com a part del seu equip de lluita a cavall aproximadament l'any 100 aC, com es pot veure a les seves monedes.